# Lycopodiella
Genre
Le genre Lycopodiella regroupe une quarantaine d'espèces appartenant à la famille des Lycopodiacées.

## Étymologie
Le mot Lycopodiella est le diminutif du nom de genre Lycopodium, l'espèce type est en effet de petite taille (Lycopodiella inundata).

## Description générale
Le genre Lycopodiella regroupe des Lycopodes ayant l'aspect de grandes mousses. Ils présentent une tige horizontale enracinée portant des rameaux dressés. Ces rameaux portent des feuilles tout autour de l'axe (symétrie axiale) et ils prennent naissance en position dorsale sur la tige horizontale.
Les sporanges sont portés par des sporophylles groupés en épis au sommet des rameaux dressés.
Leurs tiges rampantes les rendent particulièrement sensible au piétinement, ils sont en voie de raréfaction : ainsi, ils sont souvent protégés sur le territoire français.

## Répartition
Ces Lycopodes sont largement répandus dans les deux hémisphères.

## Espèces
- Lycopodiella alopecuroides
- Lycopodiella appressa
- Lycopodiella caroliniana
- Lycopodiella cernua (L.) Pichi-Serm.
- Lycopodiella inundata
- Lycopodiella lateralis (R. Br.) B. Oellg.
- Lycopodiella margeritiae
- Lycopodiella prostrata
- Lycopodiella serpentina (Kuntze) B. Oellg.
- Lycopodiella subappressa